# Scottish Division One 1974-1975
La Scottish Division One 1974-1975  è stata la 78ª edizione della massima serie del campionato scozzese di calcio, disputato tra il 31 agosto 1974 e il 26 aprile 1975 e concluso con la vittoria dei Rangers, al loro trentacinquesimo titolo.
Capocannonieri del torneo sono stati Andy Gray (Dundee Utd) e William Pettigrew (Motherwell) con 20 reti ciascuno.

## Stagione

### Novità
L'introduzione di una terza divisione professionistica a partire dalla stagione 1975-1976 portò la federazione scozzese a rivedere il format dei campionati in corso. Il nuovo campionato, nominato Scottish Premier Division, avrebbe dovuto essere formato da sole 10 squadre, con lo scopo di rendere più competitivo lo stesso. Pertanto si decise che le retrocesse in questa stagione dovevano essere le ultime otto squadre classificate. Le squadre retrocesse, insieme alle migliori 5 squadre di Division Two confluirono nel nuovo campionato di secondo livello che prese il nome di Scottish First Division.

## Classifica finale
Fonte:
|       | Pos. | Squadra         | Pt | G  | V  | N  | P  | GF | GS | DR  |
| ----- | ---- | --------------- | -- | -- | -- | -- | -- | -- | -- | --- |
|       | 1.   | Rangers         | 56 | 34 | 25 | 6  | 3  | 86 | 33 | +53 |
| [ 4 ] | 2.   | Hibernian       | 49 | 34 | 20 | 9  | 5  | 69 | 37 | +32 |
| [ 5 ] | 3.   | Celtic          | 45 | 34 | 20 | 5  | 9  | 81 | 41 | +40 |
|       | 4.   | Dundee Utd      | 45 | 34 | 19 | 7  | 8  | 72 | 43 | +29 |
|       | 5.   | Aberdeen        | 41 | 34 | 16 | 9  | 9  | 66 | 43 | +23 |
|       | 6.   | Dundee          | 38 | 34 | 16 | 6  | 12 | 48 | 42 | +6  |
|       | 7.   | Ayr Utd         | 36 | 34 | 14 | 8  | 12 | 50 | 61 | -11 |
|       | 8.   | Hearts          | 35 | 34 | 11 | 13 | 10 | 47 | 52 | -5  |
|       | 9.   | St. Johnstone   | 34 | 34 | 11 | 12 | 11 | 41 | 44 | -3  |
|       | 10.  | Motherwell      | 33 | 34 | 14 | 5  | 15 | 52 | 57 | -5  |
|       | 11.  | Airdrieonians   | 31 | 34 | 11 | 9  | 14 | 43 | 55 | -12 |
|       | 12.  | Kilmarnock      | 31 | 34 | 8  | 15 | 11 | 52 | 68 | -16 |
|       | 13.  | Partick Thistle | 30 | 34 | 10 | 10 | 14 | 48 | 62 | -14 |
|       | 14.  | Dumbarton       | 24 | 34 | 7  | 10 | 17 | 44 | 55 | -11 |
|       | 15.  | Dunfermline     | 23 | 34 | 7  | 9  | 18 | 46 | 66 | -20 |
|       | 16.  | Clyde           | 22 | 34 | 6  | 10 | 18 | 40 | 63 | -23 |
|       | 17.  | Morton          | 22 | 34 | 6  | 10 | 18 | 31 | 62 | -31 |
|       | 18.  | Arbroath        | 17 | 34 | 5  | 7  | 22 | 34 | 66 | -32 |

Legenda:
      Campione di Scozia e qualificata in Coppa dei Campioni 1975-1976.
      Qualificata alla Coppa delle Coppe 1975-1976.
      Qualificata alla Coppa UEFA 1975-1976.
      Retrocesso in Scottish First Division 1975-1976.
Regolamento:
Due punti a vittoria, uno a pareggio, zero a sconfitta.
A parità di punti, le posizioni in classifica venivano determinate sulla base della differenza reti.